# دیدگاه اسلام در مورد گناه
گناه یک مفهوم مهم در اخلاق اسلامی است که مسلمانان آن را به عنوان هر چیزی که خلاف دستورهای خدا در اسلام باشد یا نقض قوانین و هنجارهای مقرر در دین می‌دانند.
در اسلام گناه بر دو قسم کبیره و صغیره است.

## گناه کبیره
گُناهان کَبیره در تعالیم دینی اسلامی گناهانی هستند که درقرآن و حدیث بر مرتکبین آن‌ها وعده آتش دوزخ داده شده‌است. در شماره و تعداد گناهان کبیره بین مذاهب مختلف اسلامی (شیعه و سنی) اختلاف است. بعضی تعداد آن را ۲۵ و بعضی دیگر هفتاد شمرده‌اند.
بر اساس تعالیم دینی اسلامی، کسی که گناه کبیره از او سر زند و توبه ننماید فاسق است و نمی‌شود در نماز به او اقتداء کرد و شهادتش پذیرفته نیست و پس از مرگ مستحق عقوبت الهی است مگر اینکه فضل الهی شامل حالش شود. حدیثی به محمد منسوب است که شفاعتم را برای صاحبان گناهان کبیره از امتم ذخیره کرده‌ام. شفاعت من برای صاحبان گناهان کبیره از امتم می‌باشد، اما نیکوکاران، یعنی ترک کنندگان کبائر، برایشان راه مؤاخذه نیست.
گناه کبیره در باورهای اسلامی گناهی است که مستوجب عقاب می‌شود. گناه کبیره اثرش مسخ شدن روح انسان است یعنی روح انسان فطرت پاک خود را به کلی از دست می‌دهد و میل انسان به کارهای نیک و خدایی کاهش می‌گیرد و در عوض میل به گناهان دیگر افزایش می‌یابد.
1. هر گناهی که در قرآن و حدیث بر کبیره بودن آن تصریح شده باشد (متجاوز از چهل گناه که در روایات پیامبر اسلام نام برده شده‌است).[۴]
2. هر معصیتی که در قرآن مجید یا سنت معتبر وعده آتش بر ارتکاب آن رسیده باشد.[۴]
3. هر گناهی که در قرآن یا سنت معتبر از گناهی که کبیره بودنش مسلم است، بزرگتر شمرده شود.[۴]
4. هر گناهی که نزد متدینین و متشرعین بزرگ شمرده شود به طوری‌که یقین حاصل شود، مانند نجس نمودن مسجد از روی علم و عمد و به‌قصد هتک احترام خانه خدا، پرتاب کردن و انداختن قرآن.[۵]
5. تکرار گناه صغیره یا اصرار بر تکرار گناهان صغیره نیز خود گناهی کبیره است.[۶]

## گناه صغیره
گناهان صغیره، یا «سیئة» یا «لَمَم»، در باورهای اسلامی به نوعی از انواع گناه گفته می‌شود. در این باور، گناهان به دو دسته صغیره و کبیره تقسیم خواهند شد. این تقسیم‌بندی در قرآن صورت گرفته‌است. مثلاً در آیه ۴۹ سوره کهف آمده‌است: ﴿و یقولون یا ویلنا مالِ هذا الکتاب لایغادر صغیرة و لا کبیرة الاّ احصاها﴾؛ ترجمه: «به او می‌گویند:ای وای بر ما! این چه نامه‌ای است که هیچ [گناه] کوچک و بزرگی را فرونگذاشته، جز این که همه را به حساب آورده‌است.»
در فرق بین گناه صغیره و کبیره موارد متعددی ذکر شده‌است، از جمله آنکه در گناه کبیره، حد یا تعزیر واجب می‌شود و خداوند در قرآن نسبت به ارتکاب آن تهدید به عذاب کرده‌است؛ برخلاف گناه صغیره. همچنین در حرمت و ممنوعیت گناه کبیره، نص یا اجماع محقق خواهد بود ولی دربارهٔ گناه صغیره چنین نص و اجماعی وجود ندارد.
یکی از گناهان کبیره، اصرار بر ارتکاب گناه صغیره است. این اصرار به معنای مداومت و قصد ارتکاب و انجام مجدد آن عمل به‌خصوص است. در علم فقه، دربارهٔ این نوع اصرار مفصلاً بحث شده‌است و آن را به دو نوع اصرار فعلی و اصرار حکمی تقسیم نموده‌اند.
- جواب سلام ندادن
- تنها نشستن مرد با زن اجنبی (نامحرم)
- افراط در شوخی و مزاح
- فحش‌دادن و بد دهانی
- خندیدن و یا گریه کردن (برای کار دنیا) در نماز
- سخن گفتن در بین خطبه‌های نماز جمعه یا عیدین
- افشاء راز دیگری
- حسودی کردن
- راه رفتن با فخر و تکبر
- و…

## نظرات علما
شیخ عبدالرزاق البدر گفت، ابن قیم می‌گوید: «گناهان ناگزیر نعمت‌ها را از بین می‌برند. هیچ بنده‌ای گناهی مرتکب نمی‌شود مگر اینکه نعمتی از جانب خداوند به نسبت آن گناه از او گرفته می‌شود. اگر توبه کند و به آن بازگردد، آن نعمت یا چیزی شبیه به آن به او بازگردانده می‌شود. اما اگر بر آن اصرار ورزد، به او بازگردانده نمی‌شود. گناهان همچنان نعمت‌ها را یکی پس از دیگری از بین می‌برند تا اینکه همه نعمت‌ها از بین بروند. خداوند متعال می‌فرماید: «إِنَّ اللَّهَ لا یُغَیِّرُ مَا بِقَوْمٍ حَتَّی یُغَیِّرُوا مَا بِأَنْفُسِهِمْ.» (الرعد: 11) خلاصه اینکه، گناهان آتش نعمت‌ها هستند و آنها را می‌خورند، همانطور که آتش هیزم را می‌خورَد.»